# Éric Vergniol
Pas d'image ? Cliquez ici

a Compétitions nationales et continentales officielles uniquement.

b Matchs officiels uniquement.
Éric Vergniol, né le 10 avril 1968 à Tonneins, est un joueur français de rugby à XIII et de rugby à XV, évoluant au poste de centre.

## Biographie

### Carrière de joueur
Éric Vergniol naît le 10 avril 1968 à Tonneins.
Il pratique tout d'abord le rugby à XIII, à partir de 1982 avec ses frères Alain et Daniel, sous le maillot de l'AS Clairac XIII (en). Il porte le maillot national en catégories de jeunes à partir de 1984, tout d'abord avec les cadets, puis plus tard en junior, espoir, et amateur.
Ses performances lui permettent d'être repéré par le club de Villeneuve XIII, jouant quatre ans avec les équipes de jeunes, et intégrant à plusieurs reprises l'équipe première à ses 18 ans. En 1986, il est sacré champion de France junior et est appelé en équipe de France junior. En 1989, il obtient sa première cape avec l'équipe de France.
Après ses 20 ans, non conservé par le club de Villeneuve-sur-Lot mais souhaitant continuer une pratique rugbystique à un bon niveau, il choisit de changer de code de rugby et intègre les quinzistes de l'US Marmande voisine, évoluant alors en deuxième division.
L'année suivante, il rejoint l'Union sportive dacquoise, pensionnaire de première division. En cinq saisons, il dispute à quatre reprises les quarts de finale du championnat, atteignant les demi-finales à l'issue de l'une d'entre elles. En parallèle, il porte le maillot national quinziste, avec les espoirs et les équipes réserves « B » et « A », mais n'obtient aucune cape officielle avec l'équipe de France, bien qu'il affronte la Nouvelle-Zélande en match amical non capé avec la sélection française en 1995.
Vergniol fait par la suite son retour au code treiziste, signant un contrat professionnel avec le Paris Saint-Germain Rugby League, à la création de la Super League.
Après une courte expérience professionnelle, il revient en Lot-et-Garonne, portant alors les couleurs du club de sa ville natale, le Tonneins XIII. Sacré champion de France d'Élite 2 en 1998, il évolue en première division la saison suivante.
En 2002, alors que le club treiziste de Tonneins cesse ses activités sportives et entre en sommeil, il bascule à nouveau vers le XV, restant en Lot-et-Garonne, avec le club de l'Union sportive Lavardac Barbaste. Plus tard, il quitte le terrain pour entraîner l'US Casteljaloux.
Il rechausse ensuite les crampons afin de terminer sa carrière de joueur telle qu'il l'a commencée, sous le maillot treiziste de l'AS Clairac auprès de ses frères.

### Post-carrière
Il devient le président du Tonneins XIII en juin 2016.

## Statistiques en équipe nationale
| 1. | 21 janvier 1989  | Grande-Bretagne | 10-26 | Test-match     | Centre | - | - | - | - |
| 2. | 5 février 1989   | Grande-Bretagne | 8-30  | Test-match     | Centre | - | - | - | - |
| 3. | 5 juin 1996      | Pays de Galles  | 14-34 | Coupe d'Europe | Centre | - | - | - | - |
| 4. | 13 mai 1997      | Irlande         | 30-30 | Test-match     | Centre | - | - | - | - |
| 5. | 9 juillet 1997   | Écosse          | 22-20 | Test-match     | Centre | 6 | - | 3 | - |
| 6. | 6 décembre 1997  | Afrique du Sud  | 30-17 | Test-match     | Centre | 4 | 1 | - | - |
| 7. | 4 novembre 1998  | Irlande         | 24-22 | Coupe d'Europe | Centre | - | - | - | - |
| 8. | 11 novembre 1998 | Écosse          | 26-22 | Test-match     | Centre | 4 | 1 | - | - |